# Ion Mihăilescu
Ion Mihăilescu (n. 1 februarie 1942) este un senator român în legislatura 2000-2004 ales în județul Argeș pe listele partidului PSD. Ion Mihăilescu a fost validat ca senator pe data de 24 iunie 2004 și l-a înlocuit pe senatorul Constantin Nicolaescu. Conform biografiei sale oficiale, Ion Mihăelescu este profesor universitar la Universitatea Constantin Brâncoveanu din Pitești, Facultatea de Finanțe-Contabilitate.